# Телеріг-Нунатак

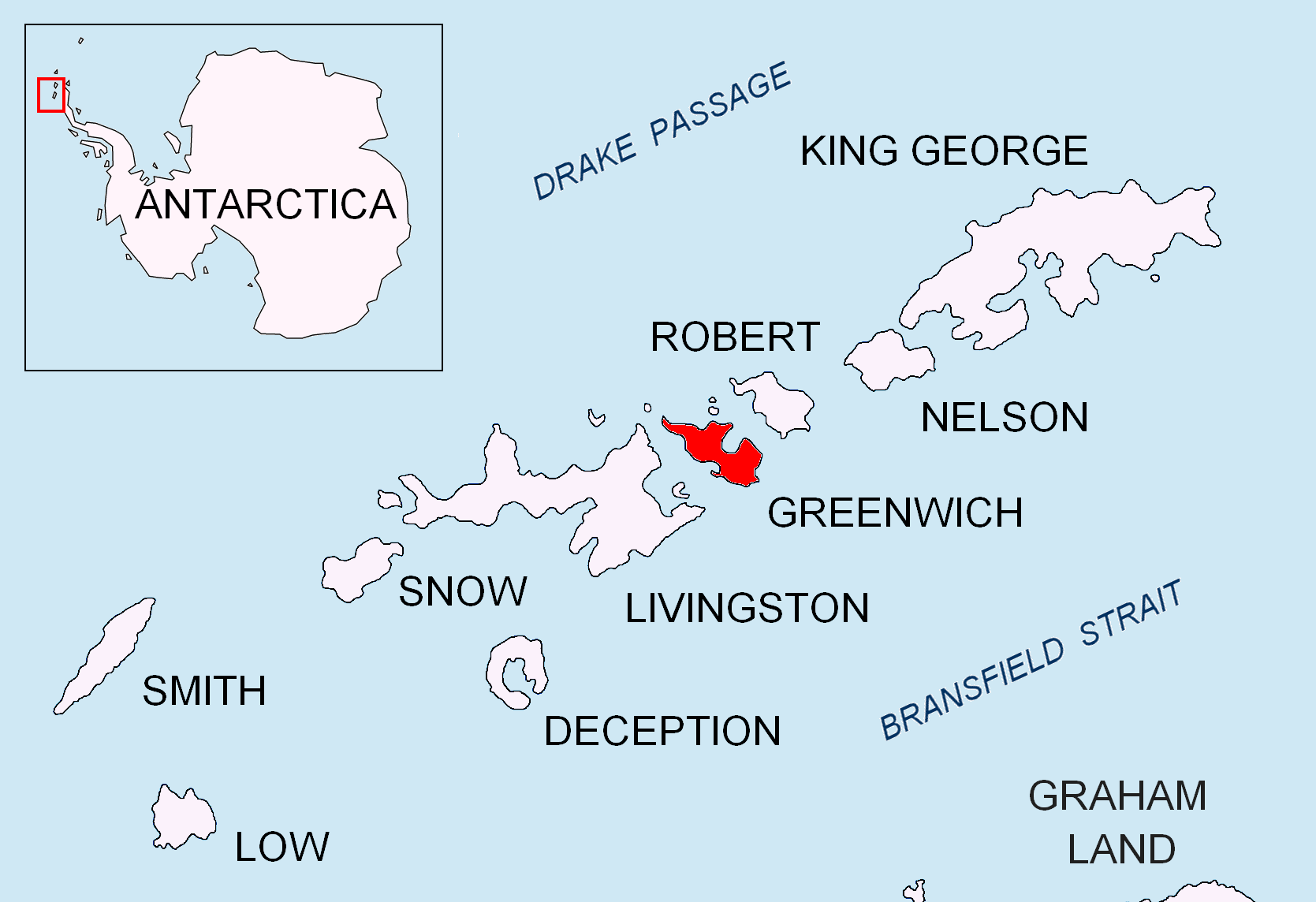
Розташування острова Грінвіч у Південних Шетландських островах.

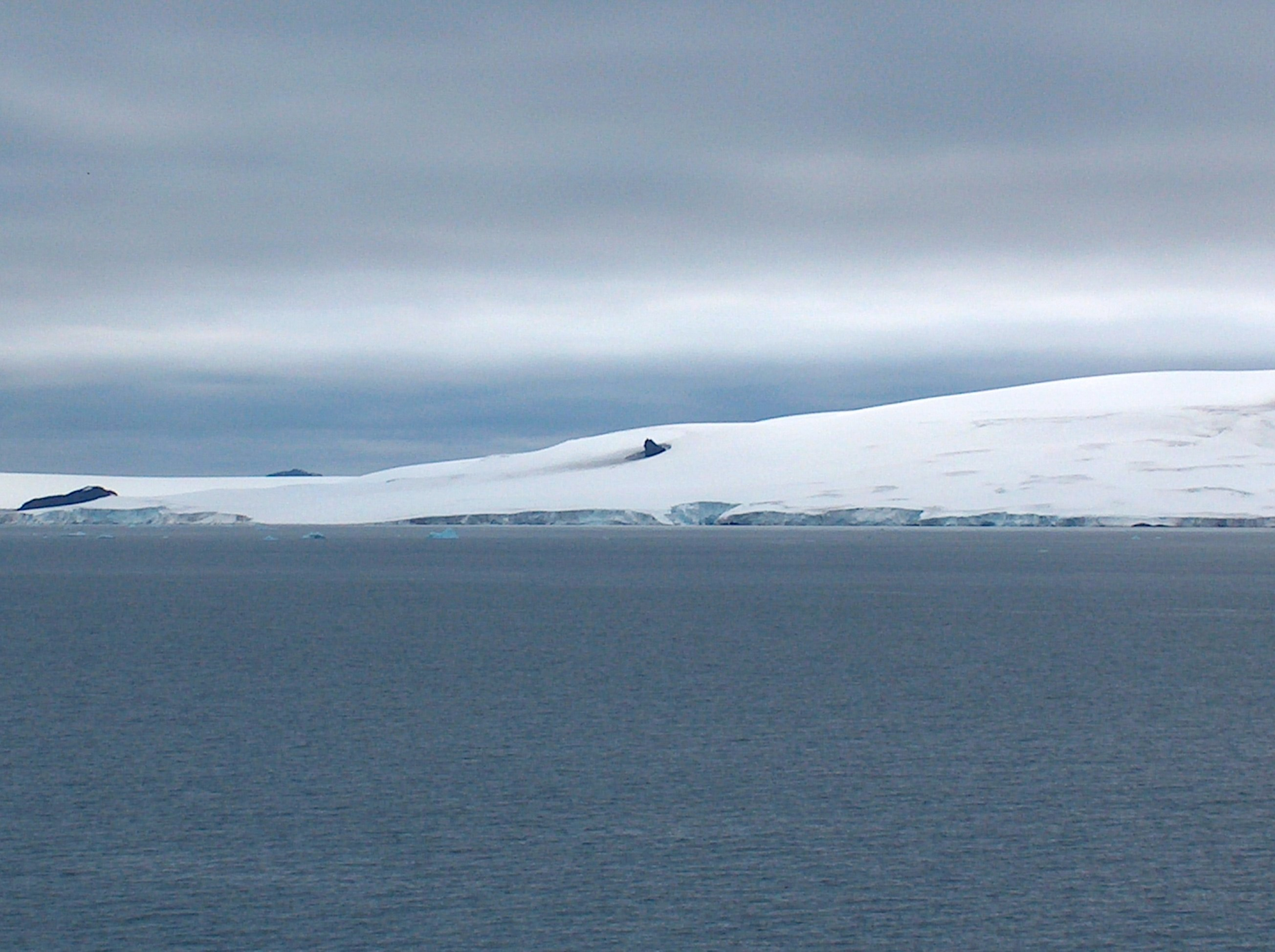
Телеріг-Нунатак з острова Півмісяця.

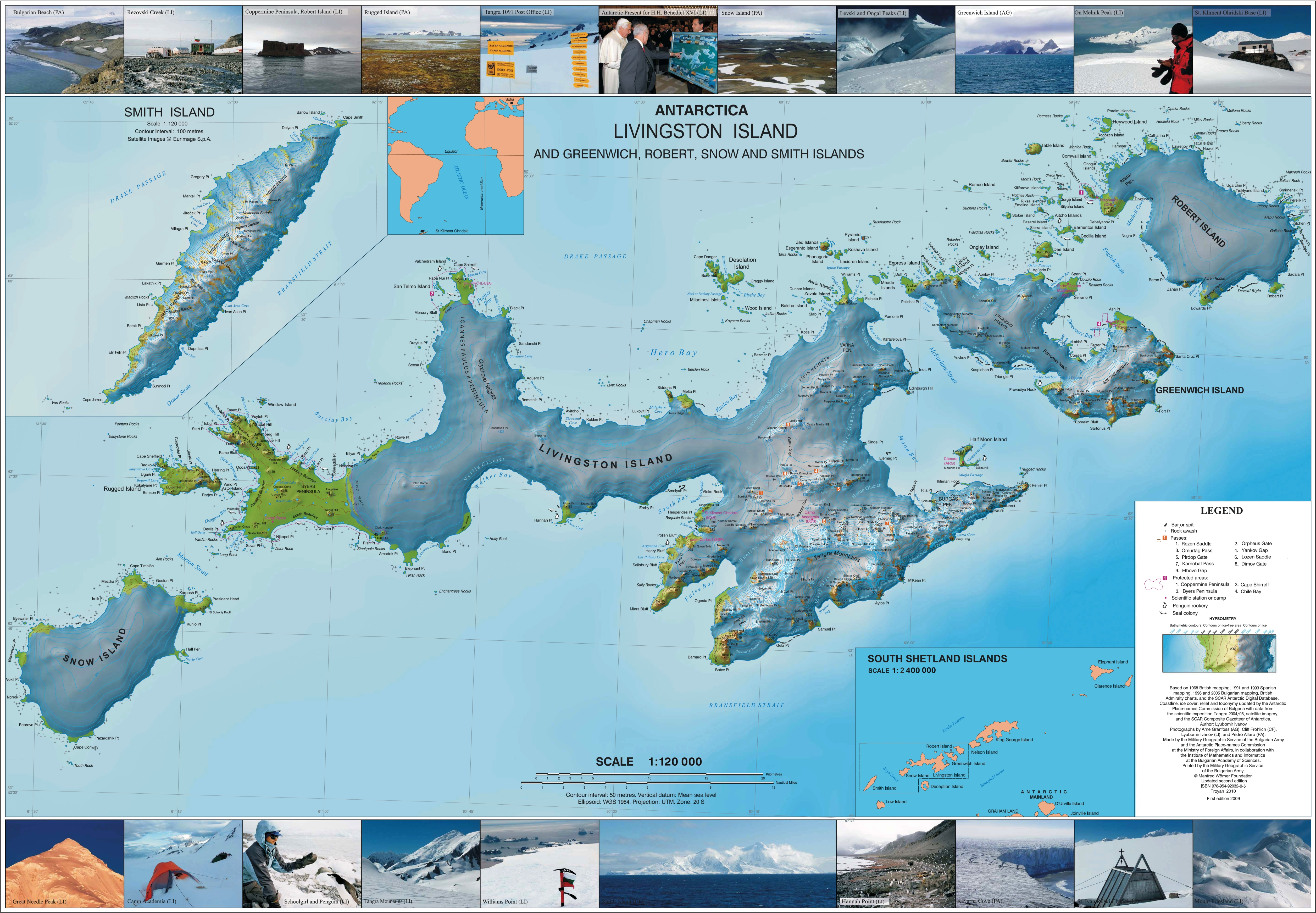
Топографічна карта островів Лівінгстон, Грінвіч, Роберта, Сноу та Сміта.

Телеріг-Нунатак (Nunatak Telerig \'nu-na-tak te-le-'rig\) — скеляста вершина висотою 170 м, що виступає з-під льодовикової шапки острова Грінвіч у Південних Шетландських островах Антарктиди на південно-західній частині Дряновської височини.
Об’єкт названо на честь болгарського правителя хана Телеріга, 768–777 роки нашої ери.

## Місцезнаходження
Нунатак розташований на 62°29′35″S 59°55′33″W, що за 2,07 км на північний захід від Йовков-Пойнт, 1,9 км на захід-південний захід від Ллойд-Гілл, 1,67 км на південь-південний схід від Панагюріште-Нунатак і 1,6 км на схід- на південний схід від Керсеблепт-Нунатак (болгарська топографічна зйомка Тангра 2004/05 та картографування 2009 р.).

## Карти
- Л. Л. Іванов та ін. Антарктида: острів Лівінгстон і острів Грінвіч, Південні Шетландські острови . Топографічна карта масштабу 1:100000. Софія: Комісія з антарктичних топонімів Болгарії, 2005.
- Л. Л. Іванова. Антарктида: острів Лівінгстон і острови Грінвіч, Роберт, Сноу і Сміт . Топографічна карта масштабу 1:120000. Троян: Фонд Манфреда Вернера, 2009. ISBN 978-954-92032-6-4